# Schwimmkran

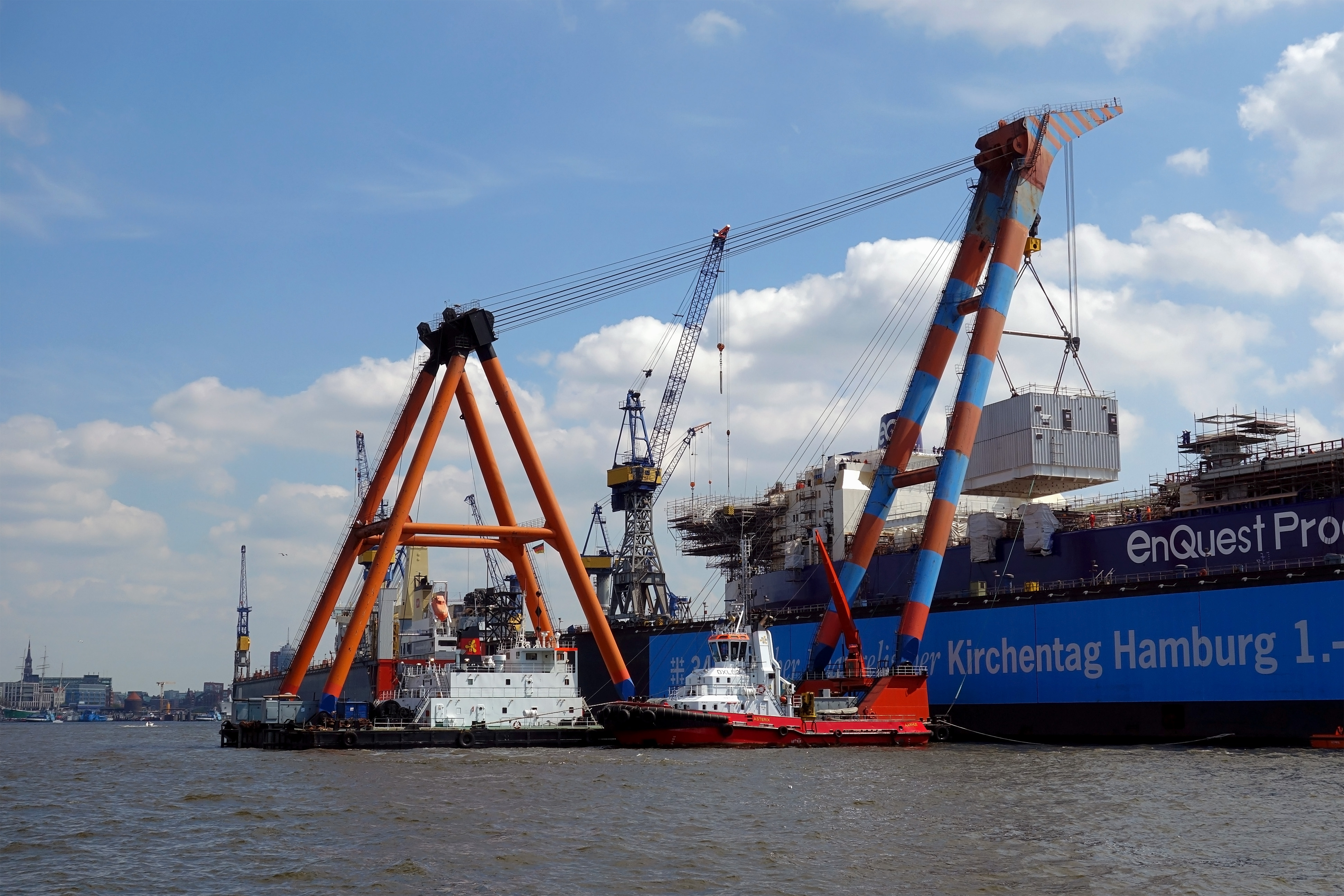
Schwimmkran Samson im Hamburger Hafen

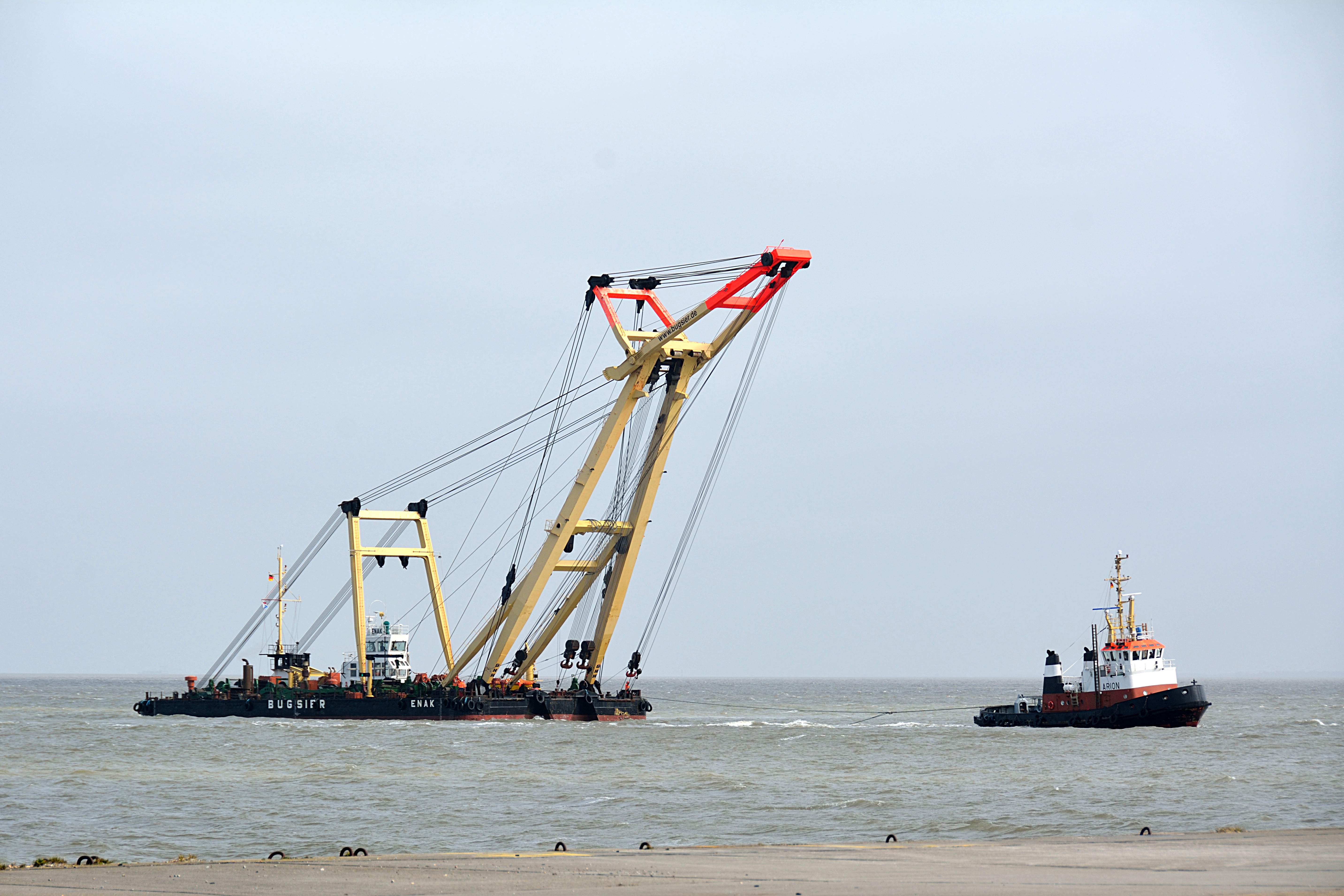
Schwimmkran Enak im Schlepp vor Cuxhaven

Ein Schwimmkran oder Kranschiff ist ein mobiler, auf Gewässern schwimmender Kran und gehört daher zur Klasse der Arbeitsschiffe.
Er wird in der Regel zum Heben und Umsetzen besonders schwerer oder umfangreicher Objekte in, auf oder an Gewässern eingesetzt. Ein häufiges Einsatzgebiet ist die Bergung gesunkener Schiffe oder anderer im Wasser versunkener Objekte und der Transport von Baukonstruktionen für Hafen- oder Offshore-Anlagen. Auch der Umschlag oder die Installation von Schwergütern oder Schwerlastarbeiten in See- und Binnenhäfen gehören zum Einsatzgebiet. Die gehobene Last wird für längere Transporte auf dem eigenen oder einem anderen Schwimmponton abgelegt und an die gewünschte Stelle gebracht.

## Aufbau und Technik
Der Rumpf der Schiffe, der früher hauptsächlich als Einrumpfboot (engl. Monohull) ausgelegt war, ist bei modernen Kränen meist als Mehrrumpfboot (Katamaran), mit einem Schwimmkörper, ähnlich einem Ponton, oder Halbtaucher ausgelegt, um das Schiff ruhiger und stabiler im Wasser zu halten. Statt mit Verankerungen oder Gegengewichten wird mit Veränderungen in den Ballasttanks gearbeitet.
Falls Schwimmkrane einen eigenen Fahrantrieb haben, ist dies bei modernen Kränen wegen der besseren Manövrierfähigkeit häufig ein Voith-Schneider-Antrieb, Schottel-Ruderpropeller oder der Antrieb erfolgt über Propellergondeln. Diese variablen und flexiblen Antriebe werden oft mit Systemen zur Dynamischen Positionierung (DPS) kombiniert, die die Schiffe computergesteuert auf Position halten.
Bei nicht vorhandenem Eigenantrieb werden sie mit Schleppern bewegt. Krane ohne eigenen Antrieb werden auch als Hebeböcke bezeichnet.

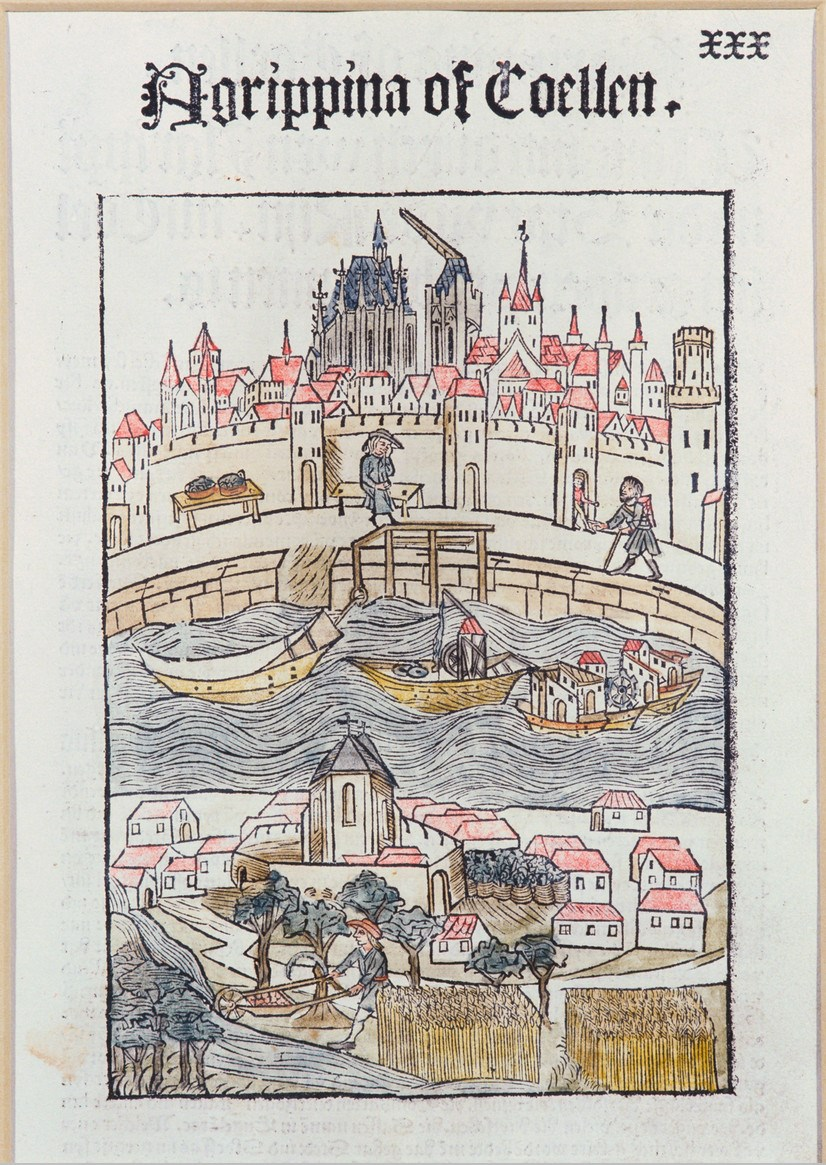
Schwimm- oder Hafenkran vor Köln (mittleres Schiff), Koelhoffsche Chronik von 1499

Unter den verschiedenen Typen gibt es reine Wippausleger-Krane, bei denen sich der Ausleger lediglich auf und ab bewegen kann, und Schwimmdrehkrane, deren Ausleger schwenkbar ist. Eine Sonderbauform ist der Doppellenker-Wippdrehkran (seit etwa 1925), hier kann der Ausleger so vor- und rückwärts bewegt werden, dass die Last immer auf gleicher Höhe bleibt. Schwimmkrane ohne beweglichen Ausleger, siehe Bildbeispiel Enak, werden als Bockkrane bezeichnet, hier muss der gesamte Ponton bewegt werden, um die Last vorwärts oder seitwärts zu versetzen.
Bei der Konstruktion ist besonders die statische Berechnung eine Herausforderung, da sich durch die Last der Schwerpunkt des Schwimmkranes verändert und dadurch die Stabilität gefährdet wird.

## Geschichte
Schwimmkräne kamen bereits im 14. Jahrhundert im mittelalterlichen Hafenbetrieb auf, wo sie eine flexible Ergänzung zu den stationären Kränen am Kai darstellten. Moderne Schwimmkräne wurden bereits um 1880 gebaut. Das erste deutsche U-Boot-Hebeschiff war 1909 die Vulkan, gleichzeitig ein frühes Dockschiff als Mehrrumpfboot.
Der Hamburger Kaufmann Ulrich Harms (* 1932) hatte 1955 das Bergungsunternehmen Beckedorf übernommen und war an der Entwicklung und Konstruktion der 12 größten Schimmkräne (Magnus) der Welt beteiligt. Sein Unternehmen verkaufte er 1972.
Der heute leistungsfähigste Schwimmkran Sleipnir bewegt Lasten bis 20.000 Tonnen, während die Thialf 14.200 Tonnen hebt. Der drittgrößte Schwimmkran, die Saipem 7000, erlaubt im Hub ein Lastmoment von bis zu 560.000 Metertonnen (mt).
Große Schwergutfrachter, die seit den 1980er Jahren gebaut werden, mit eigenen Kranen an Bord reichen mit bis zu 2000 t (Sietas Typ 183 seit 2011) oder 3000 t (TBN ab 2013) im Tandembetrieb inzwischen an die Hebeleistung von großen Schwimmkranen heran. Manche Frachter (mit üblicherweise etwas geringerer Leistung bis zu 2 × 1000 t) arbeiten auch mit Dynamischer Positionierung, wobei die Offshore-Hebeleistung geringer ist als in geschützten Becken.

## Schwimmkräne als Museumsschiffe
- Langer Heinrich Schiffbau- und Schifffahrtsmuseum Rostock
- SK 26 Saatsee Hafenmuseum Hamburg[5]
- HHLA 1 Karl Friedrich Steen Museumshafen Oevelgönne[6]
- Condor Museumshafen Greifswald[7]

## Übersicht über die größten Schwimmkräne der Welt
| Schiff            | Eigentümer                          | Kapazität (Tonnen)           | Schiffstyp         | Bild |
| ----------------- | ----------------------------------- | ---------------------------- | ------------------ | ---- |
| Sleipnir          | Heerema Marine Contractors          | 20.000 (2 × 10.000)          | Halbtaucher        |      |
| Thialf            | Heerema Marine Contractors          | 14.200 (2 × 7.100)           | Halbtaucher        |      |
| Saipem 7000       | Saipem                              | 14.000 (2 × 7.000)           | Halbtaucher        |      |
| Hyundai 10000     | Hyundai Heavy Industries            | 10.000                       | Ponton             |      |
| Svanen            | Ballast Nedam                       | 8.700                        | Katamaran          |      |
| Hermod            | Heerema Marine Contractors          | 8.100 (1 × 4.500, 1 × 3.600) | Halbtaucher        |      |
| Balder            | Heerema Marine Contractors          | 6.300 (1 × 3.600, 1 × 2.700) | Halbtaucher        |      |
| Orion             | DEME                                | 5.000                        | Einrumpf           |      |
| Seven Borealis    | Subsea 7                            | 5.000                        | Einrumpf           |      |
| Seaway Strashnov  | Seaway Vessels                      | 5.000                        | Einrumpf           |      |
| Aegir             | Heerema Marine Contractors          | 4.000                        | Einrumpf           |      |
| DB 50             | J. Ray McDermott                    | 3.992                        | Einrumpf           |      |
| Rambiz            | Scaldis                             | 3.300                        | Katamaran          |      |
| Asian Hercules II | Smit                                | 3.200                        | Einrumpf           |      |
| DB 101            | J. Ray McDermott                    | 3.175                        | Halbtaucher        |      |
| DB 30             | J. Ray McDermott                    | 2.800                        | Einrumpf           |      |
| Sapura 3000       | Sapura/Acergy                       | 2.700                        | Einrumpf           |      |
| Yudin             |                                     | 2.500                        | Einrumpf           |      |
| Saipem 3000       | Saipem                              | 2.177                        | Einrumpf           |      |
| Goliath-Klasse    | Cvi Global Lux Oil & Gas Luxembourg | 1.600                        | Einrumpf, Offshore |      |

## Bildbeispiele

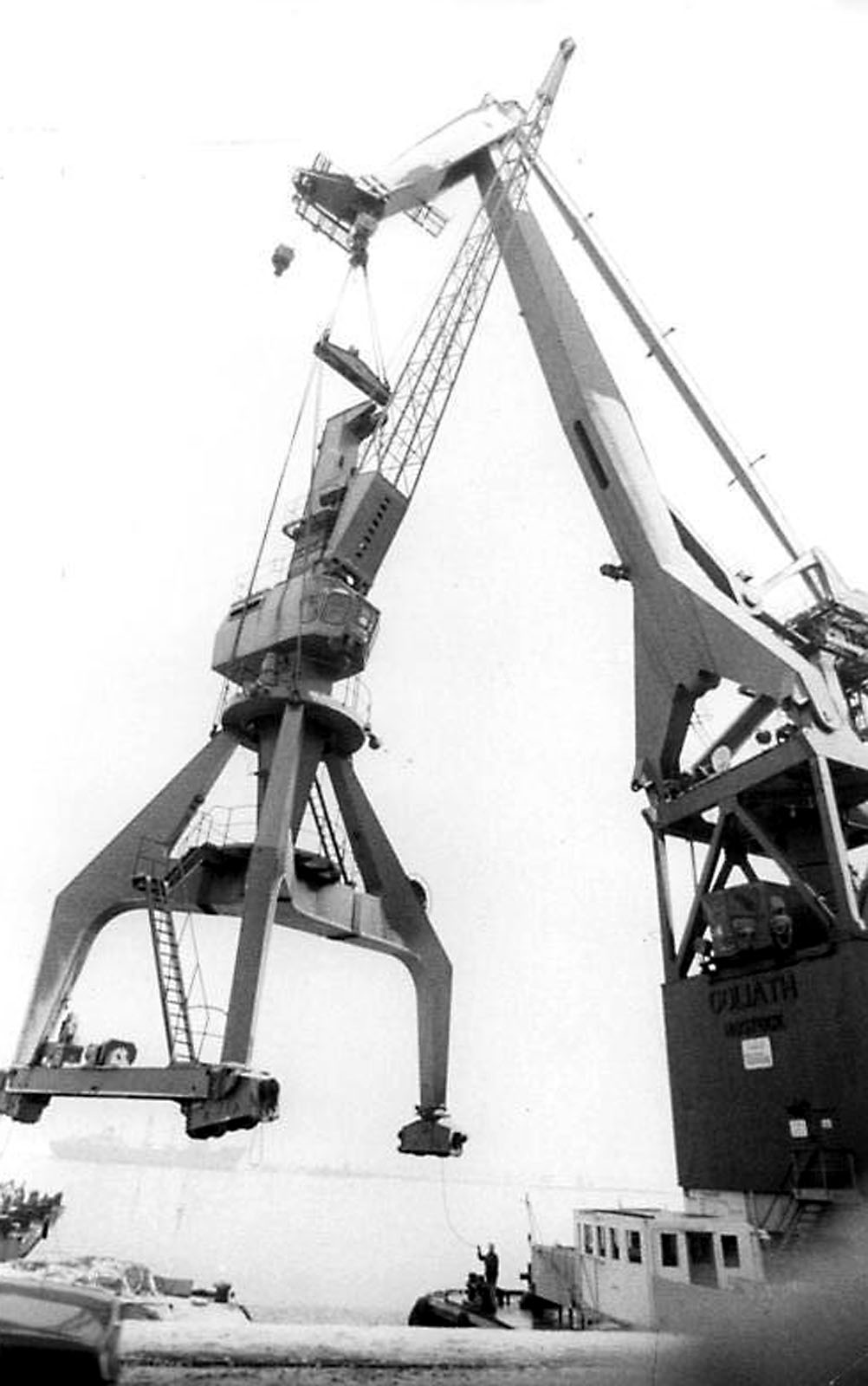
Schwimmkran Goliath in Rostock, 1977
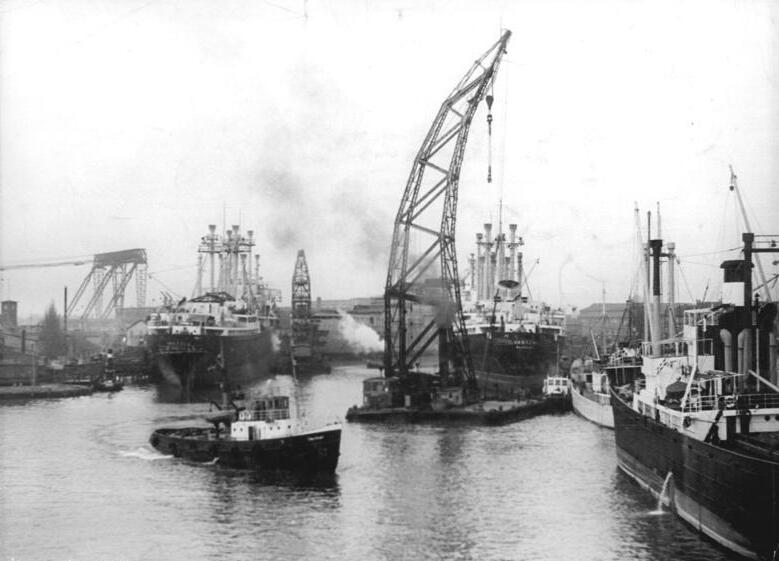
Bockschwimmkran Langer Heinrich in Rostock
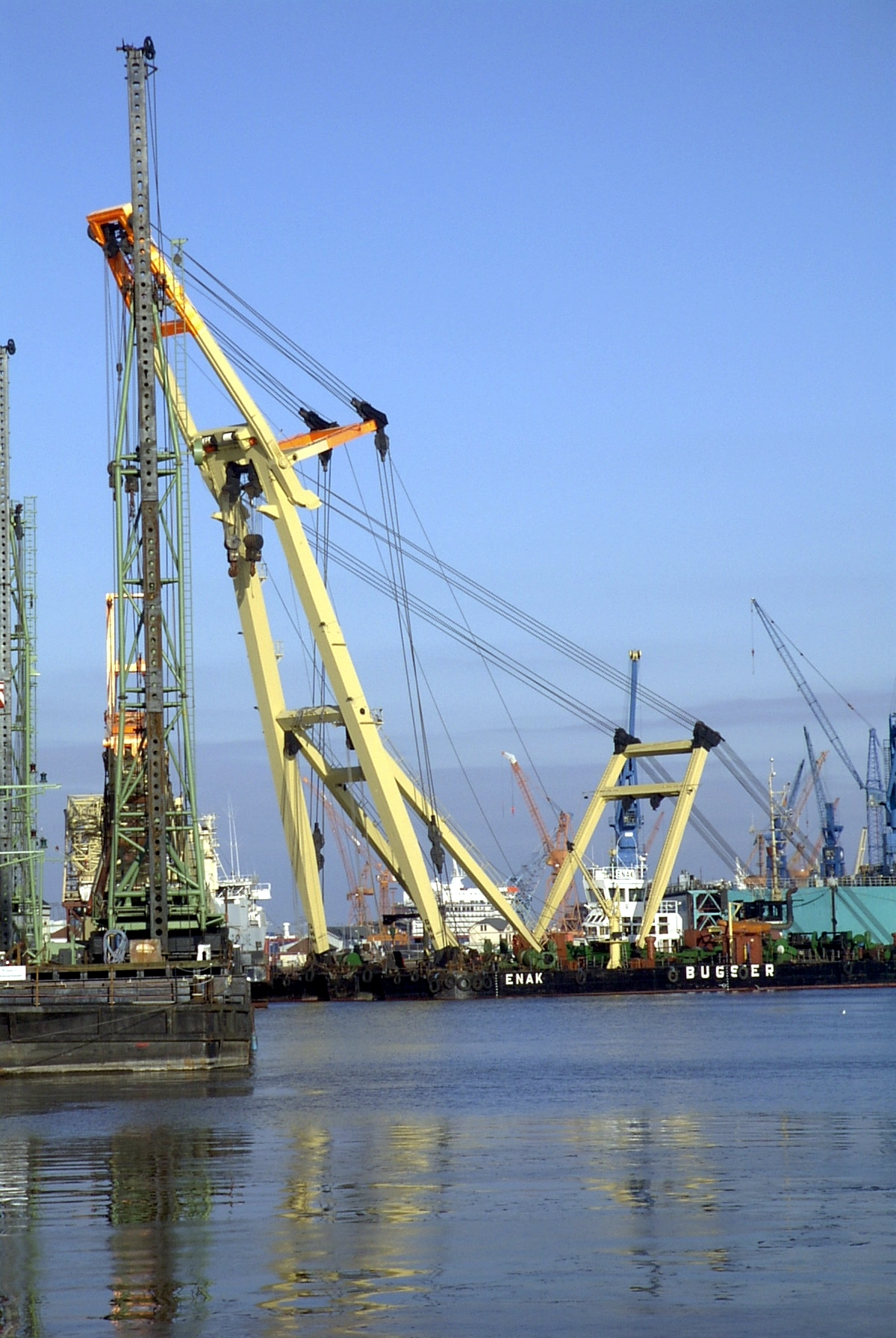
Schwimmkran Enak in Bremerhaven
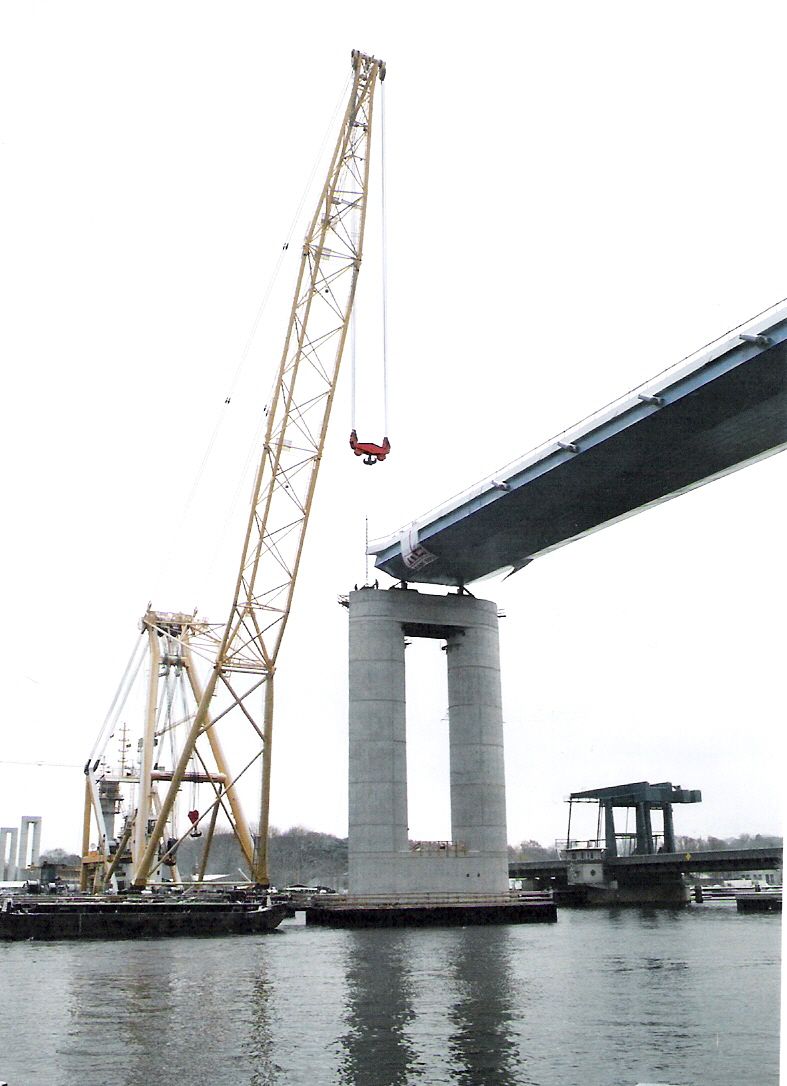
Taklift 7 beim Bau der Rügenbrücke in Stralsund
Asian Hercules II vor Cuxhaven
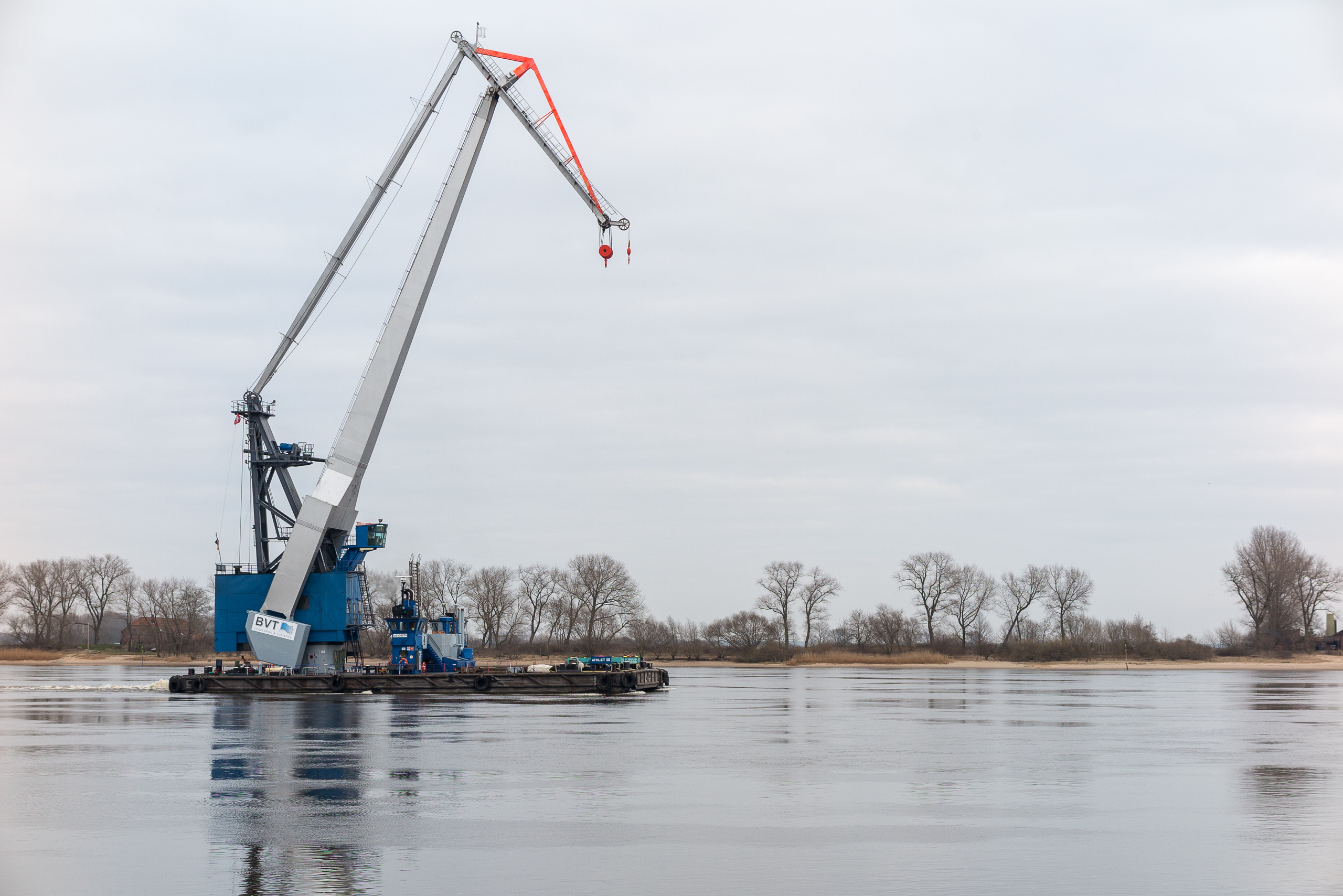
Schwimmkran Athlet III auf der Weser
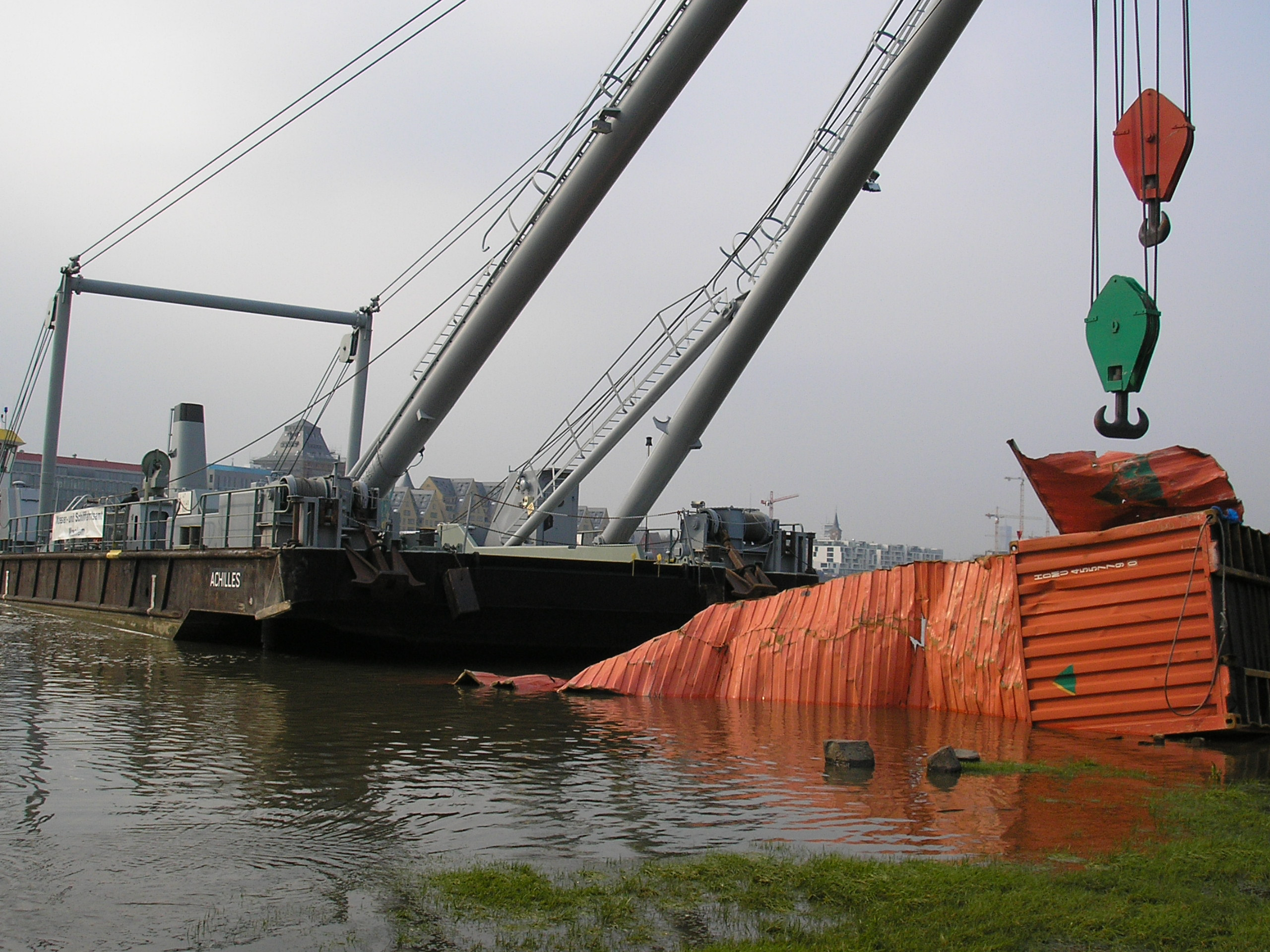
Schwimmkran Achilles am Rhein vor Köln-Deutz
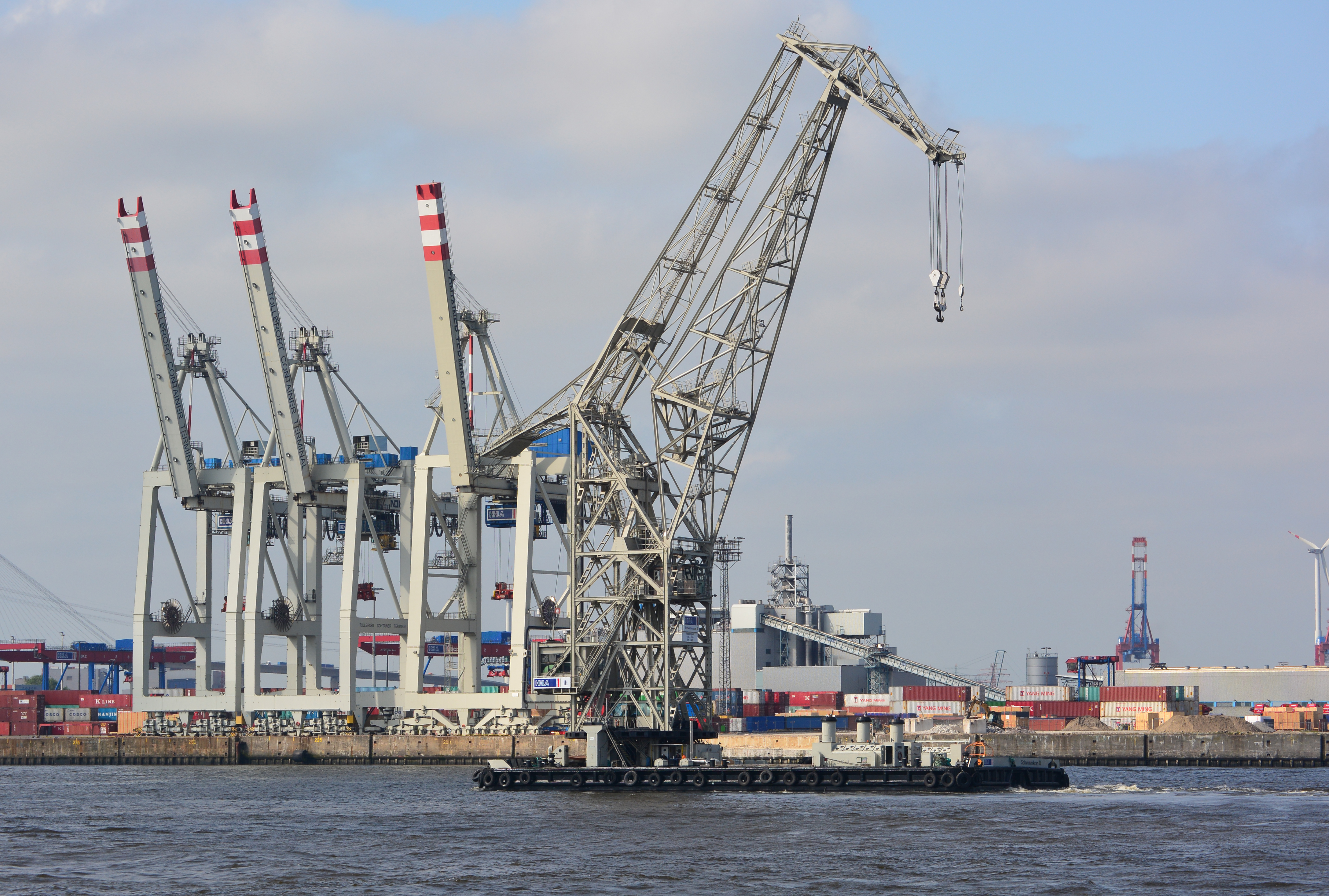
Schwimmkran HHLA III im Hamburger Hafen
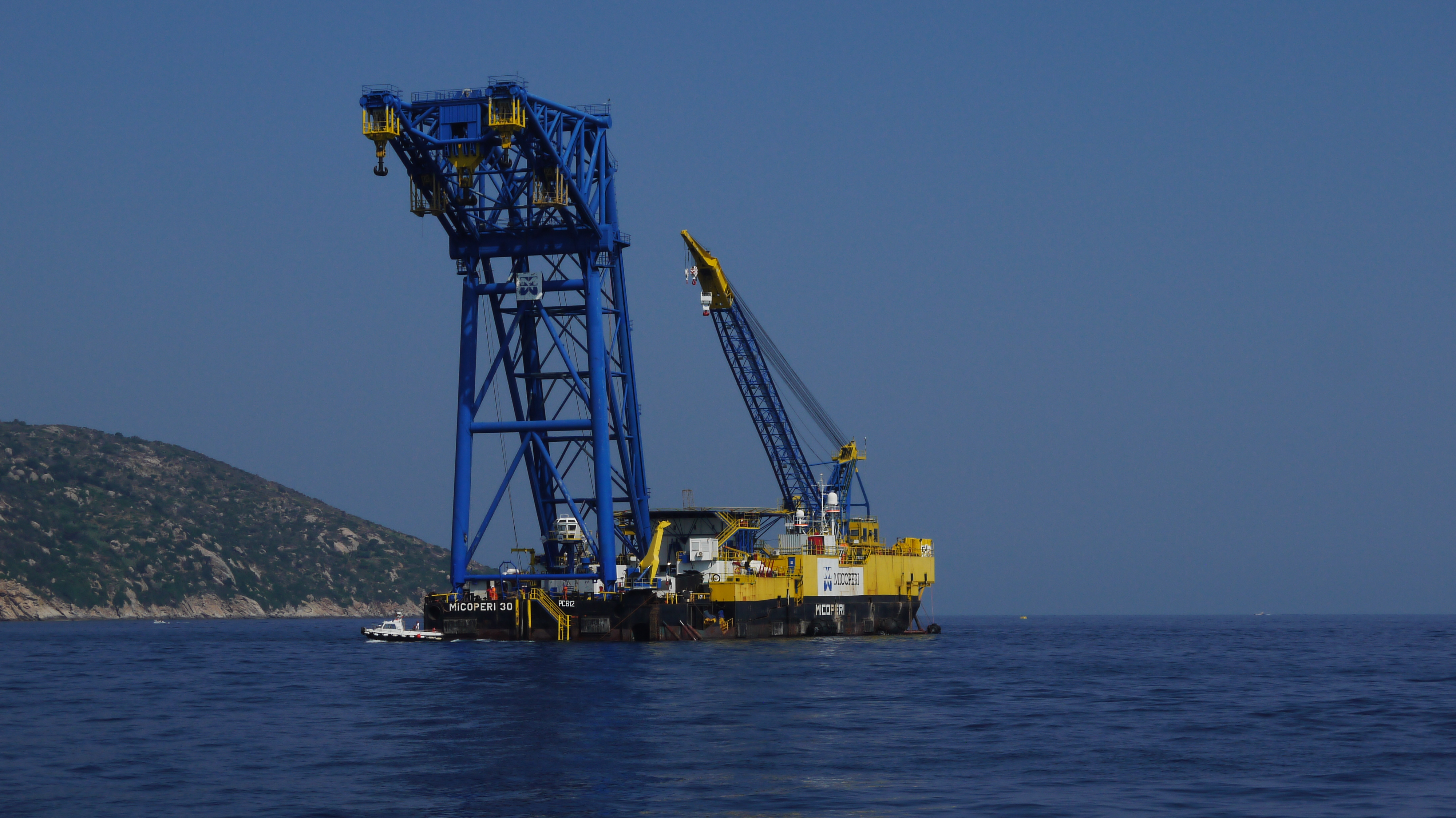
Schwimmkran Micoperi 30 vor der Insel Giglio

## Dokumentarfilm
- 1984: De Goliath und sin Crew (DEFA-Dokumentarfilm, Regie: Uwe Belz)[8]